# Xanthorhoe elusa
Xanthorhoe elusa là một loài bướm đêm trong họ Geometridae.